# 金沢市立医王山小学校
金沢市立医王山小学校（かなざわしりつ いおうぜんしょうがっこう、英語: Kanazawa Municipal Iouzen Elementary School）は、石川県金沢市二俣町にある公立小学校。同じ敷地内にある金沢市立医王山中学校と小中一貫教育を行っている。

## 沿革
《主要な出典：》
- 1873年（明治06年）9月4日 - 河北郡二俣村にある民家の一部において二俣村落小学校[注釈 2]創立[8]。
- 1875年（明治08年）9月16日 - 荒山村落小学校創立（のちに荒山小学校と改称）[9]。
- 1876年（明治09年）5月 - 田島（）小学校創立。
- 1889年（明治22年）4月1日 - 町村制の施行により、二俣村、荒山村、田島村などの区域をもって、河北郡医王山村が発足。
- 1892年（明治25年）4月 - 小学校令改正に伴い、河北郡医王山村立二俣尋常小学校となる。田島分教場及び荒山分教場を設置。
- 1896年（明治29年）1月 - 二俣尋常小学校より分離して、医王山村立田島尋常小学校を設立。
- 1898年（明治31年）
  - 5月 - 二俣、田島両校を廃止し、荒山分教場も廃止し、二俣に一尋常校を指定。
  - 8月1日 - 河北郡医王山村字二俣に医王山村立医王山尋常小学校設立。
  - 10月16日 - 新校舎完成、開校式を挙行。
- 1900年（明治33年）
  - 1月11日 - 補習科廃止。
  - 2月20日 - 荒山分教場設置。
- 1907年（明治40年）8月10日 - 浅川村発足に伴い、浅川村立医王山尋常小学校と改称。
- 1909年（明治42年）3月14日 - 荒山分教場の新築落成式を挙行。
- 1911年（明治44年）4月1日 - 高等科を併置し、浅川村立医王山尋常高等小学校と改称。
- 1912年（明治45年）2月11日[7] - 新校舎に移転、新校舎落成式を挙行。
- 1923年（大正12年）
  - 5月 - 現行の校歌制定。
  - 9月5日 - 創立50周年記念式挙行。
- 1928年（昭和03年） - 新運動場竣工。
- 1938年（昭和13年）8月16日 - 校旗樹立式並びに二宮尊徳の銅像除幕式を挙行。
- 1941年（昭和16年）4月1日 - 国民学校令施行に伴い、浅川村立医王山国民学校と改称。
- 1947年（昭和22年）4月1日 - 学制改革により、浅川村立医王山小学校と改称。同年、校訓を制定。
- 1948年（昭和23年）9月10日 - 校舎改築落成式を挙行。
- 1950年（昭和25年）5月1日 - 医王山公民館開館式を挙行。
- 1953年（昭和28年）11月3日 - 運動場竣工記念式を挙行。
- 1957年（昭和32年）
  - 4月5日 - 浅川村の金沢市編入に伴い、金沢市立医王山小学校と改称。
  - 11月20日 - 体育館落成式を挙行。
- 1960年（昭和35年）6月13日 - 荒山分校校舎改築落成式を挙行。
- 1963年（昭和38年）
  - 9月9日 - ミルク給食開始。給食室並びに給水施設竣工。
  - 11月4日 - 創立90周年記念式典を挙行。
- 1972年（昭和47年）7月25日 - プール竣工。
- 1973年（昭和48年）10月13日 - 創立100周年記念式典を挙行。室生犀星文学碑建立。
- 1977年（昭和52年）2月16日 - 昭和51年度学校造林優秀校として財団法人木原営林大和事業財団から全国表彰を受け、同日、伝達式が当校で行われる[10]。
- 1978年（昭和53年）
  - 8月31日 - プレハブ校舎完成。
  - 9月18日 - 校舎改築起工式。
- 1979年（昭和54年）10月6日 - 校舎改築竣工式を挙行（建設費3億4400万円[10]）。校訓碑建立。
- 1982年（昭和57年）1月1日 - 荒山分校廃止。
- 1987年（昭和62年）7月13日 - 体育館改築、地鎮祭・起工式。
- 1988年（昭和63年）5月26日 - 体育館改築工事完了、竣工式を挙行。
- 1989年（平成元年）4月1日 - 複式学級解消。
- 2001年（平成13年）4月8日 - 医王山運動広場竣工式を挙行。
- 2002年（平成14年）4月5日 - 同年より一部（2・3年）が複式学級となる。
- 2003年（平成15年）4月7日 - 戸室石製の新しい校名碑除幕。
- 2005年（平成17年）12月1日 - 金沢市小規模特認校[注釈 3]に認定。
- 2006年（平成18年）8月 - 校舎耐震工事完了。
- 2008年（平成20年）4月 - 特別支援学級「いおう」設置（2010年にも「いおう2」を設置）。
- 2013年（平成25年）10月27日 - 創立140周年記念式典を挙行。
- 2023年（令和05年）10月22日 - 創立150周年記念式典を挙行。

## 服装
- 平常時は標準服の着用が義務付けられているが、校外行事などの際には私服登校も可能[要出典]。